# پیر هوده
پیر هوده (انگلیسی: Pierre Houdé؛ زادهٔ) دوچرخه‌سوار اهل بلژیک است که در بازی‌های المپیک تابستانی ۱۹۲۸ حضور داشت.